# Erzeparchie Winnipeg
Die Erzeparchie Winnipeg (lat.: Archieparchia Vinnipegensis Ucrainorum) ist eine in Kanada gelegene Erzeparchie der ukrainischen griechisch-katholischen Kirche mit Sitz in Winnipeg.

## Geschichte
In den Jahren 1891 bis 1893 begannen die ersten Einwanderungen ukrainischer Emigranten nach Kanada. Ein ländlicher und örtlicher Schwerpunkt war die heutige Provinz Manitoba mit ihrer Stadt Winnipeg. Als 1896 die zweite Einwanderungswelle aus der Ukraine Kanada erreichte, gründeten 27 Familien, mit Hilfe von Nestor Dmytriw, dem ersten griechisch-katholischen Priester in Kanada, die erste Gemeinde in Winnipeg. Hieraus entstanden zwischen 1898 und 1915 weitere 15 Kirchenbauten und Pfarrgemeinden.
Am 15. Juni 1912 wurde durch Papst Pius X., mit der Apostolischen Konstitution Officium supremi, der Grundstein zur Erzeparchie Winnipeg – zunächst als Apostolisches Exarchat Kanada – gelegt. Am 19. Januar 1948 gab das Apostolische Exarchat Kanada Teile seines Territoriums zur Gründung der mit der Apostolischen Konstitution Omnium cuiusvis ritus errichteten Apostolischen Exarchate Ost-Kanada und West-Kanada ab. Das Apostolische Exarchat Kanada wurde am 19. Januar 1948 in Apostolisches Exarchat Zentral-Kanada umbenannt. Am 10. März 1951 wurde das Apostolische Exarchat Zentral-Kanada in Apostolisches Exarchat Manitoba umbenannt.
Am 3. November 1956 wurde das Apostolische Exarchat Manitoba durch Papst Pius XII. mit der Apostolischen Konstitution Hanc Apostolicam zur Erzeparchie erhoben und in Erzeparchie Winnipeg umbenannt.

## Ordinarien

### Apostolische Exarchen von Kanada
- 1912–1927 Nikita Budka
- 1929–1948 Basile Wladimir Ladyka OSBM

### Apostolische Exarchen von Zentral-Kanada
- 1948–1951 Basile Wladimir Ladyka OSBM

### Apostolische Exarchen von Manitoba
- 1951–1956 Basile Wladimir Ladyka OSBM
- 195600000 Maxim Hermaniuk CSsR

### Erzbischöfe der Erzeparchie Winnipeg
- 1956–1992 Maxim Hermaniuk CSsR
- 1992–2006 Michael Bzdel CSsR
- 2006–0000 Lawrence Daniel Huculak OSBM